# Ziemfira Magomiedalijewa
Ziemfira Ramazanowna Magomiedalijewa (ros. Земфира Рамазановна Магомедалиева; ur. 8 lutego 1988 r. w Machaczkale) – rosyjska bokserka, dwukrotna mistrzyni świata, dwukrotna mistrzyni Europy.

## Kariera
W 2014 roku została mistrzynią świata w Czedżu w kategorii powyżej 81 kg. W półfinale wyeliminowała Chinkę Wang Shijin, a w finale wygrała z Lazzat Kungiejbajew z Kazachstanu. Dwa lata później zdobyła złoty medal mistrzostw Europy w Sofii. Po pokonaniu w półfinale Azerki Aynur Rzayevy wygrała finała z reprezentantką Polski Sylwią Kusiak.
W sierpniu 2019 roku ponownie zdobyła złoto na mistrzostwach Europy w Alcobendas, pokonując tym razem w decydującym pojedynku Ukrainkę Tatjanę Szewczenko. W październiku tego samego roku została po raz drugi mistrzynią świata w Ułan Ude w kategorii do 81 kg. W półfinale wygrała z Chinką Wang Lina, a w finale okazała się lepsza jednogłośnie na punkty od Turczynki Elif Güneri.